# Nga An
Nga An là một xã thuộc huyện Nga Sơn, tỉnh Thanh Hóa, Việt Nam.

## Thông tin địa lý
Xã Nga An có diện tích: 9,32 km². Theo Tổng điều tra dân số năm 1999, xã Nga An có dân số 7.902 người.
Xã Nga An nằm ở phía bắc huyện Nga Sơn. Địa giới hành chính như sau: 
- Phía đông giáp các xã Nga Phú và Nga Thái;
- Phía nam giáp các xã Nga Thái và Nga Thành;
- Phía tây giáp các xã Nga Thành và Nga Giáp;
- Phía bắc giáp xã Nga Điền.

## Hành chính
Năm 1973, một số phần diện tích và dân số xã Nga Phú được sáp nhập vào xã Nga An.
Năm 1977, huyện Nga Sơn sáp nhập với huyện Hà Trung thành huyện Trung Sơn, xã Nga An thuộc huyện Trung Sơn. Năm 1982 huyện Trung Sơn chia tách thành hai huyện như cũ, xã Nga An lại thuộc huyện Nga Sơn.

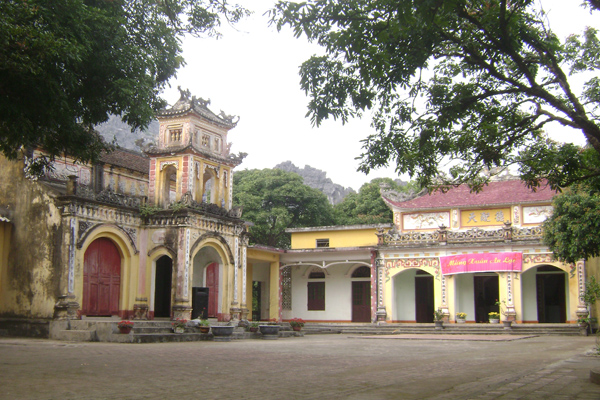
Chùa Tiên, xã Nga An, Nga Sơn, Thanh Hóa

Xã Nga An ngày nay gồm các làng (thôn):
| STT | Tên thôn/xóm/ấp/khu phố | Mã bưu chính |
| --- | ----------------------- | ------------ |
| 1   | Thôn Ngưu Sơn           | 443811       |
| 2   | Thôn Bình Hòa           | 443812       |
| 3   | Thôn Minh Đức           | 443813       |
| 4   | Thôn Quang Trung        | 443814       |
| 5   | Thôn Thuần Hậu          | 443815       |
| 6   | Thôn Nhân Sơn           | 443816       |
| 7   | Thôn Đông Sơn           | 443817       |
| 8   | Thôn Hà Nam             | 443818       |
| 9   | Thôn Bắc Sơn            | 443819       |
| 10  | Thôn Hà Trung           | 443820       |
| 11  | Thôn Nam Trung          | 443821       |
| 12  | Thôn Nam Sơn            | 443822       |